# Dunkelbrauner Haarbüschelspanner

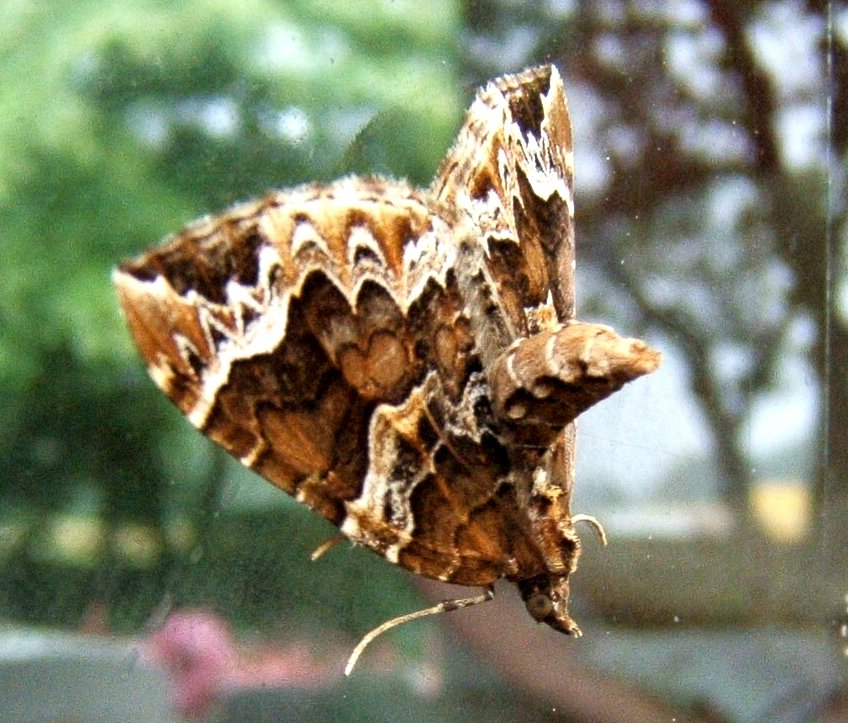
Dunkelbrauner Haarbüschelspanner in typischer Ruhestellung mit nach oben gebogenem Hinterleib

Der Dunkelbraune Haarbüschelspanner (Eulithis prunata), auch Brauner Haarbüschelspanner genannt, ist ein Schmetterling (Nachtfalter) aus der Familie der Spanner (Geometridae).

## Merkmale

### Falter
Die Falter erreichen eine Flügelspannweite von etwa 28 bis 37 Millimetern. Die Grundfarbe der Vorderflügel ist dunkelbraun. Das Mittelfeld ist beidseitig von grauweißen oder braunweißen Querbändern eingefasst und zeigt eine starke zackenförmige Ausbuchtung nach außen. An der weißen Wellenlinie heben sich mehrere schwarze Pfeilflecke kontrastreich ab. Unterhalb des Apex befindet sich am oberen Außenrand ein großer, dunkler, halbmondförmiger Fleck. Auf den grauen Hinterflügeln sind drei helle Querlinien zu erkennen.

### Raupe
Junge Raupen haben eine grünliche Farbe, die sich später ins Bräunliche wandelt. Auf dem Rücken befinden sich schwarzbraune Keilflecke. 

### Puppe
Die Puppe ist weißbraun gefärbt, die Flügelscheiden sind bräunlich. Charakteristisch sind ein dunkelbrauner Längsstrich auf Vorder- und Rückseite sowie acht hakenförmige Borsten am Kremaster.

## Geographische Verbreitung und Vorkommen
Das Verbreitungsareal erstreckt sich von der Iberischen Halbinsel über West- und Mitteleuropa einschließlich der Britischen Inseln ostwärts durch die gemäßigte Zone bis Ostasien. Im Norden kommt die Art bis über den Polarkreis hinaus vor, im Süden über Italien, die Balkanländer und das Armenische Hochland bis Kirgisistan. Der Dunkelbraune Haarbüschelspanner ist bevorzugt in Nutzgärten, Obstplantagen und an gebüschreichen Waldrändern anzutreffen.

## Lebensweise
Die Falter sind dämmerungs- und nachtaktiv und fliegen univoltin in den Monaten Juni bis September. Zuweilen sind sie saugend an den Blüten von Schmetterlingsflieder (Buddleja davidii) oder Acker-Witwenblume (Knautia arvensis) zu finden, nachts besuchen sie auch Köder und künstliche Lichtquellen. In ihrer typischen Ruhestellung verharren die Falter mit nach hinten angelegten Fühlern und hochgekrümmtem Hinterleibsende. Zu den Futterpflanzen der Raupen gehören Stachelbeere (Ribes uva-crispa), Johannisbeerarten (Ribes) sowie Schlehdorn (Prunus spinosa) und Weißdornarten (Crataegus). Sie leben von Mai bis Juli. Das Ei überwintert.

## Gefährdung
Der Dunkelbraune Haarbüschelspanner kommt in allen deutschen Bundesländern vor und wird auf der Roten Liste gefährdeter Arten als nicht gefährdet geführt.

## Unterarten
Folgende Unterarten mit ihren Hauptverbreitungsgebieten sind bekannt:
- Eulithis prunata prunata (Europa)
- Eulithis prunata leucoptera (Kamtschatka, Amurgebiet, Sachalin, Korea, Japan)
- Eulithis prunata teberdensis (Kaukasus, Georgien, Armenien)